# اندیس باریت چناسک
باریت چناسک یک اندیس غیرفلزی است که در  استان قزوین قرار دارد و مادهٔ معدنی موجود در آن، باریت است.سنگ میزبان این اندیس سنگهای آذرآواری کرج است و دیرینگی آن به دوران ائو- الیگومیوسن می‌رسد. در این اندیس، پاراژنز‌های گالن - مالاکیت کائولن یافت می‌شوند.